# Søre Sunnmore tingrett
Søre Sunnmøre tingrett is een tingrett (kantongerecht) in de Noorse fylke Møre og Romsdal. Het gerecht is gevestigd in Volda.  
Het gerechtsgebied omvat de gemeenten Herøy, Sande, Vanylven, Volda en Ørsta. Søre Sunnmøre maakt deel uit van het ressort van Frostating lagmannsrett. In zaken waarbij beroep is ingesteld tegen een uitspraak van Søre Sunnmøre zal de zitting van het lagmannsrett meestal worden gehouden in Ålesund.